# Clásicos Universitarios de 1909

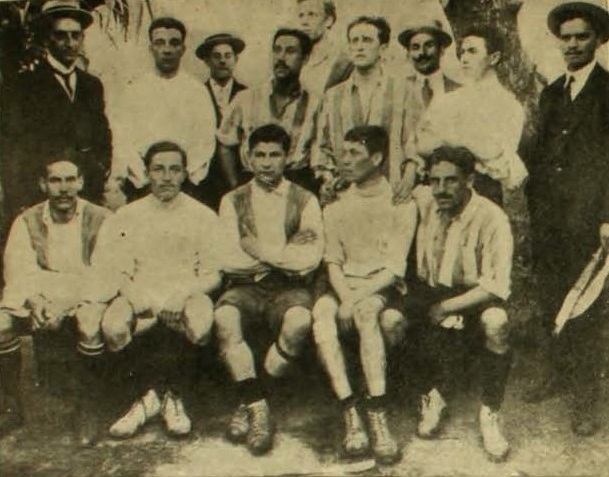
Equipo de la Universidad de Chile en 1909.

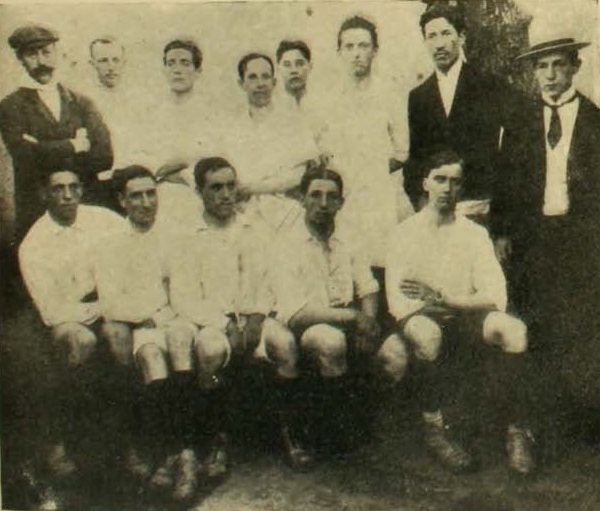
Universidad Católica F.C. en 1909.

Los Clásicos Universitarios de 1909 disputados entre Universidad Católica F.C., ancestro directo del club actual, y la selección estudiantil de fútbol de la Universidad de Chile, que hasta entonces sólo había figurado en la escena futbolística con sus escuelas, constituyen los primeros Clásicos Universitarios de los que se tenga memoria en Chile. El primero tuvo lugar el 1 de noviembre de 1909, mientras que el 14 de noviembre de 1909 se jugó la revancha o desempate, conformando un torneo reducido, según consta en la prensa.

## Antecedentes y contexto
En 1909 existían diversas asociaciones de fútbol en Santiago, como la Asociación Arturo Prat, la Asociación de Football de Santiago, la Liga Obrera y la Asociación Nacional. Pese a errores organizativos propios de una actividad distante al profesionalismo (Loma Blanca, por ejemplo, debía jugar una semifinal del torneo de campeones organizado por la Asociación Arturo Prat con Gimnástico y la final contra Magallanes a la misma hora), y a la abundancia de asociaciones que confundía a los espectadores sobre el nivel de los equipos, la noticia del Clásico Universitario remeció el ambiente social y deportivo.

### Anglicismos en la prensa
Tal vez porque el fútbol y su terminología nacieron en el Reino Unido, o bien, por la presencia de extranjeros en la formación de la Football Association of Chile, abundaban los anglicismos en la prensa: un desafío público recibía el nombre de match, un simple amistoso se denominaba friendly, incluso Loma Blanca anunció que jugaba un practice (ejercicio o práctica) para el domingo 13 de marzo de 1908, como recopila el libro Centenario historia total del fútbol chileno de Edgardo Marín.

### Los desafíos entre clubes
Con la abundancia de asociaciones ya detallada o el encono deportivo surgido de un partido (Magallanes debió darle una revancha a Loma Blanca tras ganarle una competencia con gran polémica), jugar un match o un challenge implicaba un asunto honorífico. Por ejemplo, el viernes 12 de noviembre de 1909, Liverpool desafiaba a Magallanes:

«Para que no se crea el mejor equipo de Santiago».

## El primer Clásico Universitario
Si bien se disputó el 1 de noviembre de 1909, originalmente el partido estuvo programado para el 10 de octubre.
Por aquel entonces nadie hablaba de Clásico Universitario, pero sí de «desafío interuniversitario», de manera que el encuentro despertó gran interés. El equipo de la Universidad de Chile era mencionado en el El Mercurio a fines de octubre y principios de noviembre de 1909 como «Universidad del Estado», pese a que la entidad había cambiado su nombre por decreto, el 17 de abril de 1839. El encuentro entre Universidad Católica y Universidad de Chile terminó con un empate 3-3.
Universidad Católica F.C. presentó a los siguientes jugadores: García, Eyquem, G. Rodríguez, Harriet, Rochefort, D. Rodríguez, Juan H. Livingstone (padre de Sergio Livingstone), Vergara, Vigneau, Juan Castro y Bordeau. Universidad de Chile, en tanto, dispuso esta formación: Carlos Fanta, Blasser, Castillo, Méndez, Guillermo Negrón, Molina; Román, Olavarría, Jiménez, Del Canto y Cabrera.
| Primer Clásico Universitario; 1 de noviembre de 1909                          | Universidad Católica F.C. | 3:3 (0:3) | Universidad de Chile  | Cancha del Carmen, Cricket Club, Santiago (Chile)        |                                                          |
|                                                                               | Vergara · Castro          |           | Jiménez · Olavarría · | Asistencia: 400 espectadores Árbitro(s): Juan Mac Donald | Asistencia: 400 espectadores Árbitro(s): Juan Mac Donald |
| No se posee información de quien anotó el tercer gol de Universidad de Chile. |                           |           |                       |                                                          |                                                          |

## De un partido a una competencia reducida

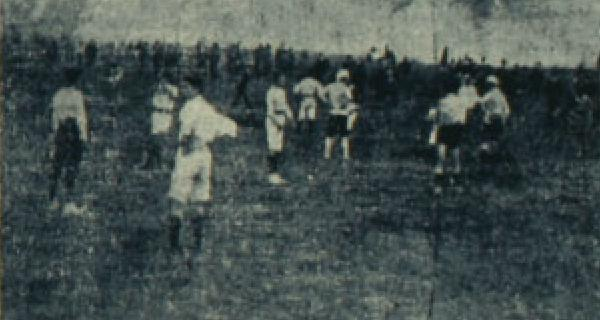
Fotografía del return-match en 1909.

El empate del primer enfrentamiento motivó a un segundo duelo. Por aquellos días todas las competiciones futbolísticas tenían por objetivo la recaudación de fondos para un objetivo común: el viaje del representativo de Chile a Argentina para la disputa de un duelo amistoso en el año siguiente, donde el país celebraría el centenario. Para tal efecto, por ejemplo, la Asociación Arturo Prat había organizado un torneo el mes anterior y su secretario estuvo disponible a quienes deseaban pagarle la cuota de inscripción en las dependencias de El Mercurio de 8 a 10 p. m., del 14 al 28 de septiembre de 1909.
Guillermo Negrón, capitán de la Universidad de Chile, retó a Juan Castro, su par de Universidad Católica F.C., a fin de definir el empate del encuentro disputado el 1 de noviembre, a lo cual, el representante de la «UC» aceptó de inmediato.
Entonces, lo que había comenzado como un match, ya involucraba un return-match (partido de vuelta o revancha). El diario El Mercurio destacó que se ha transformado en una competencia:

«Se han hecho algunas variaciones en los teams que indudablemente harán más lucido y emocionante este torneo».

La Universidad de Chile (Universidad del Estado) anunció en su formación a Fanta, Blasser, Castillo, Molina, Negrón, Del Canto, Román, Olavarría, Jiménez, Osorio y Galleguillos. Por su parte, Universidad Católica F.C dispuso en su oncena a Torres, D. Rodríguez, B. Rodríguez, Bordeau, Rochefort, J. Harriet, Livingstone, Vergara, Silva, Castro y Vigneaux. El árbitro designado fue, una vez más, Juan Mac Donald. Carlos Hormazábal y Arturo Ramsay cumplirían la labor de guardalíneas.

### La citación oficial
Universidad de Chile y UC F.C citaron a sus jugadores formalmente, a través de la prensa, para el return-match, a disputarse en la Cancha del Carmen, la misma del primer encuentro. La «Universidad Católica Football Club», que ya integraba la Asociación Nacional de Football, invitó además a sus socios.

### El partido de vuelta (return-match)
En el partido de revancha destacaron las intervenciones de Torres, arquero de UC F.C, y las combinaciones de sus compañeros Vergara, Rochefort, Livingstone y Castro. Los dos equipos se prodigaron por la victoria y el público asistente disfrutó un gran espectáculo. Finalmente, Universidad Católica se impuso por 4-1 sobre Universidad de Chile.
| Revancha del primer Clásico Universitario; 14 de noviembre de 1909 | Universidad de Chile | 1:4 (0:0) | Universidad Católica F.C.             | Cancha del Carmen, Cricket Club, Santiago (Chile) |                             |
|                                                                    | Anotado              |           | Anotado · Anotado · Anotado · Anotado | Árbitro(s): Juan Mac Donald                       | Árbitro(s): Juan Mac Donald |
| No se posee información de los autores de los goles.               |                      |           |                                       |                                                   |                             |

## Estadísticas
| Pos | Equipo                    | PJ | PG | PE | PP | GF | GC | Dif | Pts |
| --- | ------------------------- | -- | -- | -- | -- | -- | -- | --- | --- |
| 1   | Universidad Católica F.C. | 2  | 1  | 1  | 0  | 7  | 4  | 3   | 3   |
| 2   | Universidad de Chile      | 2  | 0  | 1  | 1  | 4  | 7  | -3  | 1   |

Pos = Posición; PJ = Partidos jugados; PG = Partidos ganados; PE = Partidos empatados; PP = Partidos perdidos; GF = Goles a favor; GC = Goles en contra; Dif = Diferencia de gol; Pts = Puntos

## Ganador
| Ganador Universidad Católica F.C. |